# Feld-Blattwespe
Die Feld-Blattwespe (Tenthredo campestris) gehört zur Familie der Echten Blattwespen (Tenthredinidae) in der Ordnung der Hautflügler (Hymenoptera).

## Aussehen
Die Feld-Blattwespe ist schwarz und trägt eine orangerote Mittelbinde. Diese ist bei dem weiblichen Imago breiter als beim männlichen. Ihre Fühler (mit sieben bis neun Segmenten) wie Beine sind (orange bis) gelb mit orangebräunlichen bis schwarzen Coxae. Ihre Flügel sind (milchig) durchscheinend und werden in Ruhe übereinander gelegt. Ihren Vorderflügeln fehlt dabei eine Subcostalader.
Männliche Imagines (ausgewachsene Blattwespen) erreichen eine Größe von ca. acht bis zwölf Millimetern; Weibchen von acht bis zu 14 Millimetern.

## Vorkommen
Das Verbreitungsgebiet der Feld-Blattwespe erstreckt sich in der nördlichen Paläarktis von Südskandinavien bis zum Mittelmeer, ferner Asien. Sie kann bei genügender Feuchtigkeit an Waldrändern, an Hecken, in Gebüschen oder in Gärten, gelegentlich sogar auf Trockenrasen, Feuchtwiesen wie in Parkanlagen, gefunden werden. Dort werden gerne auch Doldenblütler besucht.

## Lebensweise
Die Eier der Feld-Blattwespe sind gelb bis rotbraun gefärbt und werden einzeln oder in Paketen an ihre Wirtspflanzen abgelegt. Die gelblichen Larven der Feld-Blattwespe tragen Fühler mit vier bis fünf Segmenten. Bei Störungen nehmen sie eine S-förmige Haltung an. Da sie Raupen ähneln, werden sie auch als Afterraupen bezeichnet. Drei Beinpaare im Brustbereich sowie acht am Hinterleib dienen zur Unterscheidung z. B. von Spannerraupen. Sie fressen gerne an Blättern des Giersch. Larven in Mengen können dabei Fraßschäden verursachen. Erwachsene und geschlechtsreife Formen der Feld-Blattwespe bevorzugen Pollen, Nektar, Honigtau sowie kleine Insekten. 
Die Feld-Blattwespe fliegt im Sommer von Mai bis in den Hochsommer.
Die Feld-Blattwespe ist nicht gefährdet und steht folglich auch nicht unter Naturschutz.